# دار جامعة حمد بن خليفة للنشر
دار جامعة حمد بن خليفة للنشر (Hamad Bin Khalifa University Press) هي دار نشر تتخذ من الدوحة، عاصمة قطر، مقرا. وكانت دار النشر في البداية يتم إدارتها من قبل شركة بلومزبري للنشر، وتأسست باسم مؤسسة بلومزبري قطر للنشر (BQFP) في عام 2008 حتى تحولها إلى دار جامعة حمد بن خليفة للنشر في عام 2015. تعد دار جامعة حمد بن خليفة للنشر جزءًا من جامعة حمد بن خليفة والتي تعمل تحت مظلة مؤسسة قطر للتربية والعلوم وتنمية المجتمع . تنشر الدار عناوين تخدم الجمهور الدولي والمجتمع العربي الأوسع من خلال نشر الروايات والقصص الواقعية وأدب الشباب والأطفال والكتب الأكاديمية. وتنشر السرديات المحلية للشرق الأوسط وقطر، كما تترجم الكتب من لغات أجنبية أخرى إلى اللغة العربية.

## تاريخ
تأسست دار جامعة حمد بن خليفة للنشر في أكتوبر 2008 تحت اسم دار بلومزبري مؤسسة قطر للنشر، ومقرها الدوحة، في إطار شراكة بين دار بلومزبري للنشر ومؤسسة قطر. وكانت دار بلومزبري مؤسسة قطر للنشر أول دار نشر في قطر.  انتهت الشراكة في ديسمبر 2015 وتحوّلت دار بلومزبري - مؤسسة قطر للنشر إلى دار نشر جامعة حمد بن خليفة. 

## التركيز على قطر والخليج العربي

### المؤلفون القطريون
تسعى دار جامعة حمد بن خليفة للنشر إلى إظهار السرديات ونشر أعمال المؤلفين القطريين المحليين.  وباعتبارها ار بلومزبري للنشر ومؤسسة قطر، قامت الشركة بنشر كتاب "أصوات قطرية"، وهو عبارة عن مجموعة من المقالات التي كتبها الشباب القطريون. 

### كيو ساينس
كيو ساينس (QScience.com) هي منصة النشر العلمي الإلكترونية التابعة لدار جامعة حمد بن خليفة للنشر، والمُحكَّمة من قِبل الأقران، بنظام الوصول المفتوح. تشمل الدوريات المنشورة على "كيو ساينس" مجلة دراسات وتكنولوجيا المعلومات، ومجلة سيادة القانون ومكافحة الفساد، و"كيو ساينس كونيكت"، ومجلة قطر الطبية، ومجلة طب الطوارئ والصدمات والرعاية الحادة.  تهدف كيو ساينس إلى جعل الأبحاث أكثر سهولة في الوصول إليها وفهمها لعامة الناس. تم إطلاقه لأول مرة في ديسمبر 2010، وفي ذلك الوقت كان يحتوي على أكثر من خمسة عشر مجلة متخصصة ومتعددة التخصصات.  نشرت "كيو ساينس" ما مجموعه 980 ورقة بحثية عبر الإنترنت في عام 2013، منها 23% تتعلق بمجال الصحة. 

### غير روائي
باعتبارها عضوًا مساهمًا في مجتمع مؤسسة قطر ومؤسساتها الأكاديمية، تنشر دار جامعة حمد بن خليفة للنشر عناوين أكاديمية تساعد في تعزيز عمل الأكاديميين المحليين في الخليج العربي، والتي تمثل المناخ السياسي وتاريخ منطقة الخليج العربي، بالإضافة إلى الأعمال التي توفر رؤى حول وجهات النظر المحلية حول القضايا الاجتماعية.
في عام 2018، نشرت دار نشر جامعة حمد بن خليفة كتاب "الأزمة الخليجية: رؤية من قطر" بتحرير البروفيسور روري ميلر.  يقدم الكتاب روايات داخلية من خمسة عشر باحثًا مقيما في الدوحة عن الطرق التي أثر بها الحصار المفروض على قطر في عام 2017 من قبل المملكة العربية السعودية والإمارات العربية المتحدة والبحرين ومصر، حيث فرضت هذه الدول العربية حصارا على قطر واقتصادها وسياساتها ومجتمعها، وأثر الحصار على العلاقات الدبلوماسية والأمنية والاستراتيجية الإقليمية والدولية، و تغطية الحصار في وسائل الإعلام التقليدية والاجتماعية.
ومن بين الأعمال الأخرى البارزة غير الروائية التي نشرتها دار نشر جامعة حمد بن خليفة الكتاب الأكاديمي "نساء الخليج" مجموعة من المقالات التي توفر فهمًا أكبر لتاريخ الخليج العربي والعالم العربي، بالإضافة إلى تاريخ المرأة المسلمة، والصحافة القطرية في العصر الرقمي، الذي يظهر تأثير الصحافة الرقمية على الصحف اليومية في قطر.
تشمل كتب الأطفال التعليمية غير الخيالية كتاب "مستكشف طبيعة قطر" لفرانسيس جيليسبي .  وسلسلة ما قبل القراءة التي تعلم الكلمات الشائعة في الثقافة في الدول العربية في الخليج العربي والبيئة المحلية: سلسلة من بيئتي وسلسلة رحلة حياة .

### كتب مدشنة
تعمل دار جامعة حمد بن خليفة للنشر أيضًا على مشاريع مُكلَّفة بالنيابة عن مؤسسات قطرية وعملاء يُنتجون كتبًا لخدمة المجتمع المحلي أو الإقليمي. ومن الأمثلة على ذلك مشاريع متعددة مع مشروع مشيرب قلب الدوحة، وأبرزها مجلدا "العمران المستدام في الخليج"، وهو مشروع مشترك مع جامعة هارفارد. 
تشتهر دار جامعة حمد بن خليفة للنشر بمساهمتها في الأعمال المترجمة، وخاصة ترجمة العناوين باللغات الأجنبية إلى اللغة العربية، والعناوين باللغة العربية إلى اللغة الإنجليزية. ومع ذلك، في السنوات الأخيرة، توسعت دار جامعة حمد بن خليفة للنشر في نطاق الأعمال المترجمة إلى ما هو أبعد من اللغتين العربية والإنجليزية، وأصبحت الترجمات الآن جزءًا منتظمًا من مهمة النشر التي تقوم بها دار جامعة حمد بن خليفة للنشر. يقومون بالترجمة من الإنجليزية والتركية والصينية والمالايالامية واليونانية والفرنسية والإسبانية والألمانية والكتالونية والروسية إلى العربية. بالإضافة إلى ذلك، تمت ترجمة أعمالهم الأصلية باللغتين الإنجليزية والعربية إلى البرتغالية، والتشيكية، والفارسية، والنرويجية. 
شاركت الشركة، تحت هويتها "دار بلومزبري - مؤسسة قطر للنشر"، في المؤتمر السنوي للترجمة. عُقد المؤتمر الأول في مايو 2010، بالشراكة مع جامعة كارنيجي ميلون في قطر، وأدارته الروائية الأكثر مبيعًا أهداف سويف. 
انضمت دار جامعة حمد بن خليفة للنشر إلى مبادرة قطرية أطلقتها وزارة الثقافة والرياضة تسمى عام الثقافة، حيث تختار الوزارة دولة لتبادل العروض الثقافية معها على مدار العام.  تشارك دار جامعة حمد بن خليفة للنشر من خلال زيارة الدولة الضيفة وإقامة اتفاقيات نشر مع الناشرين المحليين في الدولة. وفي عام 2018، كانت الدولة الضيفة لعام الثقافة هي روسيا. قامت دار جامعة حمد بن خليفة للنشر بترجمة القصص القصيرة والروايات للكاتب ألكسندر بوشكين من اللغة الروسية إلى اللغة العربية.
قامت دار جامعة حمد بن خليفة للنشر بترجمة كتب إلى اللغة العربية، بما في ذلك الأعمال الكاملة للفائز بجائزة نوبل في الأدب لعام 2017 كازو إيشيغورو،  والأعمال الكاملة للمؤلف الأفغاني الأمريكي خالد حسيني. 

### معارض الكتب
شاركت دار جامعة حمد بن خليفة للنشر في معرض الدوحة الدولي للكتاب السنوي منذ تأسيسها.  كما يشاركون في معارض الكتب حول العالم بما في ذلك معرض لندن للكتاب، ومعرض باريس للكتاب، ومعرض فرانكفورت للكتاب، ومعرض نيودلهي العالمي للكتاب، ومعرض عمان الدولي للكتاب، ومعرض الكويت الدولي للكتاب، ومعرض بيروت الدولي للكتاب العربي، ومعرض مسقط الدولي للكتاب. 

### الجوائز
فازت دار جامعة حمد بن خليفة للنشر بالعديد من الجوائز للأعمال المنشورة والمؤلفين والمترجمين والرسامين، وأبرزها:
- جائزة سيف غباش بانيبال للترجمة الأدبية العربية لعام 2016 عن ترجمتهم الإنجليزية لرواية ساق الخيزران للكاتب سعود السنعوسي وترجمتها جوناثان رايت [19]
- جائزة الشيخ حمد للترجمة والتفاهم الدولي لعام 2016 عن ترجمتهم العربية لكتاب "عشر نساء" للكاتب صالح الماني [20]
- عدة فئات في جائزة اليعسوب الأرجواني للكتاب لعام 2018 عن كتاب وصفة للمنزل بقلم غنوة يحيى [21] [22]
- جوائز الكتاب الدولي لعام 2018 في فئة الخيال متعدد الثقافات لرواية اللوز المر للكاتبة ليلاس طه [23]
- جوائز الكتاب الدولي لعام 2019 في فئة عقل/جسد/روح الطفل عن رواية نور الأمل لبسمة الخطيب [24]
- جوائز الكتاب الدولي لعام 2019 في فئة الخيال: متعدد الثقافات لرواية Bloodstone للكاتب تيم ماكينتوش سميث (كما وصل إلى نهائيات جائزة الكتاب الدولي لعام 2019 في فئة الخيال: التاريخي) [25]
- جوائز الكتاب الدولي لعام 2019 في فئة كتب الأطفال الجديدة والهدايا عن كتاب مدينة الأبجدية للكاتب عمر خليفة، ورسومات فابيولا كولافيكيو (التي وصلت أيضًا إلى نهائيات جائزة الكتاب الدولي لعام 2019 في فئة كتب الأطفال التعليمية) [25]
- جوائز الكتاب الدولي لعام 2019 في فئة المنزل والحديقة عن كتاب "البستنة في الجزيرة العربية: النباتات المثمرة في قطر والخليج العربي" للكاتبة شعاع عبدالله السادة [25]
- جائزة اليعسوب الأرجواني للكتاب لعام 2019، جائزة شرفية في فئة الكتب الروحية/الدينية عن كتاب نور الأمل للكاتبة بسمة الخطيب [24]
- جوائز أفضل كتاب لعام 2019 لرواية Lost in Thyme للكاتبة ليلاس طه [26]
- جائزة الشيخ حمد للترجمة والتفاهم الدولي 2019 الفائزة بالمركز الثالث في فئة الترجمة من الإنجليزية إلى العربية عن ترجمتها لكتاب العملاق المدفون للكاتب كازو إيشيغورو وترجمتها خلود عمرو. [27]